# Wayne's Coffee
 Der er for få eller ingen kildehenvisninger i denne artikel, hvilket er et problem. Du kan hjælpe ved at angive troværdige kilder til de påstande, som fremføres i artiklen.

Wayne's Coffee er en svensk kæde af kaffebarer, der opererer på franchisebasis i flere lande. Kæden har et stort udvalg forskellige kaffe- og espresso-drikke samt forskellige lette madretter.
Wayne's Coffee findes bl.a. i følgende lande:
- Sverige – med over 50 kaffebarer er kæden Sveriges største. Den første åbnede i 1994 på Kungsgatan i Stockholm
- Finland – der er over 20 kaffebarer i Finland
- Estland – 3 kaffebarer
- Rusland – 1 kaffebar
- Polen – 2 kaffebarer
- Danmark – 2 kaffebarer. Den første åbnede 15. nov. 2007 i Spinderiet i Valby
- Norge – 5 kaffebarer
- Kina – 3 kaffebarer. Den første åbnede 3. april 2010
- Saudi-Arabien – 2 kaffebarer. Den første åbnede 8. juni 2010